# Pinon
Pinon è un comune francese di 1 812 abitanti situato nel dipartimento dell'Aisne della regione dell'Alta Francia.

## Società

### Evoluzione demografica
Abitanti censiti

### Località e monumenti
- Castello di Pinon.
Castello costruito a Pinon nel Medioevo, verso il 1130, per il signore di Coucy,  Enguerrand II (1110-1147), deceduto nella seconda crociata. Smantellato nel XVII secolo, fu sostituito da un ampio castello classico, circondato da fossati, edificato sui progetti dell'architetto di re Luigi XIV, Jules Hardouin Mansart, per la famiglia Dubois de Courval, che acquisì la signoria di Pinon nel 1719. Quest'edificio è costruito tutto in pietra su un terrapieno circondato dall'acqua. La facciata principale era provvista di due ali intorno; quella posteriore, rettilinea, dominava un parterre alla francese, prolungato da uno specchio d'acqua. L'insieme era circondato da un vasto parco all'inglese, con specchi d'acqua, giochi d'acqua, viali, ecc. I combattimenti della prima guerra mondiale lasciarono il castello e il suo parco in rovina. Alla fine degli anni 1920, la principessa di Pois, nata Dubois de Courval, lo fece sostituire da un vasto fabbricato costruiti su una superficie ricurva in stile cubista e funzionale simile a quello della Villa Noailles, che suo figlio, Carlo di Noailles aveva fatto costruire a Hyères tra il 1923 e il 1925.
- Chiesa di Pinon.
Una bella chiesa gotica, edificata nel 1114 dall'abate dell'abbazia di Saint-Crépin-le-Grand. Completamente distrutta nella guerra 1914-1918, fu ricostruita nel 1927 e restaurata dopo i danni della guerra 1939-1945.